# 恶性高热
惡性高熱（malignant hyperthermia，MH）又称致命高熱，是某些全身麻醉药引起的全身骨骼肌强烈收缩、体温急剧升高及进行性循环衰竭的代谢亢进危象，属于常染色体显性遗传病。多见于挥发性卤族类吸入麻醉药、琥珀胆碱（神经肌肉阻滞药）等药物。
恶性高热是罕見的危及生命病症，在一些被麻醉者身上，這些藥物會造成骨骼肌呼吸作用劇烈且不受控制的增加，因此會影響血液的供氧能力、移除二氧化碳能力以及體溫調節能力，若沒有立刻處理，可能會導致循环性虚脱及死亡。
恶性高热和遺傳有關，多半會是显性基因失調，其中至少有六個基因座是目前仍在探討的。
恶性高热多半出現在病患暴露在特定麻醉藥品當下，或是之後不久就出現。沒有簡單且直接的測試可以診斷恶性高热。若是懷疑是恶性高热的病患，強烈建議用丹曲林進行治療。早期恶性高热的死亡率高達70%，但自從使用丹曲林，並且針對高危險病患，避免使用誘發恶性高热的麻醉藥，其死亡率已低於5%。

## 徵兆和特徵
通常惡性高熱的症狀為患者進入過度代謝狀態後的特徵：重度高燒、心跳過速
、異常的呼吸急促、二氧化碳生成加速、耗氧量增加、多發性酸中毒（mixed acidosis）、肌肉僵直、橫紋肌溶解症。這些現象可能會在接觸到麻醉劑後的任何時刻出現。若是在手術後，而且是在停止使用麻醉藥數分鐘後，很難找到確定是恶性高热的病例。

## 原因
一般認為惡性高熱是基因與環境共同導致的疾病。絕大多數具有罹患惡性高熱高度風險的人，通常只有在接觸到触发原（triggering agent）的時候才會發病並出現症狀。最常見的触发原為揮發性麻醉藥，例如：氟烷、七氟醚、地氟醚、異氟醚、安氟醚或去極化肌肉鬆弛劑（depolarizing muscle relaxants ）琥珀胆碱和 十烃季铵 ，它們通常用在全身麻醉上。
在少數案例中，因為運動或熱產生的生物應力即可能觸發高風險患者的惡性高熱。
可能較不會導致惡性高熱的麻醉藥為：局部麻醉藥（利多卡因、布比卡因、甲哌卡因）；鴉片類麻醉藥（嗎啡、芬太尼）；K他命、巴比妥类药物、一氧化二氮、异丙酚、依托咪酯、和苯二氮䓬类。
非極化的肌肉鬆弛劑，諸如：泮庫溴銨、 顺-阿屈库铵、 苯磺酸阿曲庫銨、美维库铵、維庫溴銨 和 羅庫諾林並不會導致惡性高熱。

## 流行病學
全身麻醉病例中恶性高热的发病率在1:5,000至1:50,000–100,000之間，也有資料指出麻醉病例中，大約每 25 萬例麻醉中會有一例的惡性高熱病例發生；如果麻醉中有使用吸入性麻醉劑及去極化肌肉鬆弛劑，則每 62,000麻醉病例會有一例惡性高溫發生。

## 治疗
丹曲林（dantrolene）是唯一治疗恶性高热的药物，其与RyR1（ryanodine receptor）结合，抑制肌质网钙离子释放而减弱肌肉收缩。